# 애비 웜백
메리 애비게일 "애비" 웜백(영어: Mary Abigail "Abby" Wambach, 1980년 6월 2일 ~ )은 미국의 전직 여자 축구 선수로 선수 시절 포지션은 공격수이다.

## 경력

### 초기 경력과 대학 경력
웜백은 뉴욕주 로체스터 출신이다. 4세 때부터 축구를 시작했으며 3경기에서 27득점을 기록했을 정도로 한때는 여자 팀에서 남자 팀으로 옮겨가기도 했다. 뉴욕주 로체스터에 있는 가톨릭계 사립 고등학교인 아워 레이디 오브 머시 고등학교(Our Lady of Mercy High School)에 진학한 뒤부터는 축구 뿐만 아니라 농구 선수로서도 높은 평가를 받았다. 고등학교 재학 중이던 1997년 당시에는 34경기에 142득점을 기록했고 같은 해에 미국 축구 지도자 협회(National Soccer Coaches Association of America, NSCAA)로부터 올해의 최우수 선수로 선정되었다.
웜백은 1998년부터 2001년까지 플로리다 대학교 소속 여자 대학 축구 팀인 플로리다 게이터스(Florida Gators)에서 뛰는 동안 전미 대학 체육 협회(NCAA, National Collegiate Athletic Association) 여자 대학 축구 선수권 대회 1회 우승(1998년), 사우스이스턴 콘퍼런스(Southeastern Conference, SEC) 4회 연속 우승(1998년, 1999년, 2000년, 2001년)을 경험했으며 통산 96득점, 도움 49개, 242포인트, 결승골 24득점, 해트트릭 10회를 기록했다. 그 밖에 전(全) 미국(All-American) 올해의 신인 선수(1998년), SEC 올해의 신인 선수(1998년), SEC 올해의 선수(2000년, 2001년), SEC 토너먼트 최우수 선수(2000년, 2001년)로 선정되었고 4년 연속 SEC 올해의 선발 대표 명단(1998년, 1999년, 2000년, 2001년), 3년 연속 전(全) 미국 선발 대표 명단(1999년, 2000년, 2001년)에 포함되었다.

### 클럽 경력
웜백은 2002년에 미국 여자 프로 축구 리그(WUSA, Women's United Soccer Association) 드래프트 선수로 지명되어 워싱턴 프리덤(Washington Freedom)에 입단했다. 2003년 파운더스 컵(Founders Cup, 미국 여자 프로 축구 리그의 우승 팀 결정전)에서 팀 동료인 미아 햄과 함께 워싱턴 프리덤의 우승에 공헌했으며 대회 최우수 선수로 선정되었다.
웜백은 2009년에 새로 창설된 여자 프로 축구 리그인 미국 여자 프로 축구(WPS, Women's Professional Soccer) 소속 클럽인 워싱턴 프리덤에서 뛰었다. 2009년 시즌에서 8득점, 도움 5개를 기록했으며 2010년 시즌에서는 13득점, 도움 8개를 기록했다. 2011년 새로운 스폰서가 들어서면서 팀 이름이 매직잭(magicJack)으로 변경되었고 연고지 또한 워싱턴 D.C.에서 플로리다주 보카러톤으로 이전했다. 2011년 7월 22일부터 10월 26일까지 선수 겸 코치를 역임했다. 2013년 1월 11일부터 2014년까지 내셔널 우먼스 사커 리그(National Women's Soccer League) 소속 클럽인 웨스턴 뉴욕 플래시(Western New York Flash)에서 뛰었다.

### 국가대표 경력
웜백은 2003년 미국 여자 프로 축구 리그에서의 활약을 인정받아 미국 여자 축구 대표팀에 소집되었다. 2003년 FIFA 여자 월드컵에서 노르웨이와의 8강전 경기에서 결승골을 기록하여 미국의 준결승 진출을 이끌었고 미국이 3위를 차지하는 데에 공헌했다. 2004년 아테네 하계 올림픽에서 브라질과의 결승전에서 헤딩 결승골을 기록하여 미국의 올림픽 여자 축구 금메달을 이끌었다.
웜백은 2007년 FIFA 여자 월드컵에서 6경기에 출전하여 6득점을 기록했으며 미국이 3위를 차지하는 데에 공헌했다. 2008년 베이징 하계 올림픽에서는 미국 여자 축구 대표팀 명단에 포함되었지만 대회 개막 직전에 일어난 경기에서 왼발 골절상을 입는 바람에 참가하지 못했다.
웜백은 2011년 FIFA 여자 월드컵에서 조별 예선 3경기(조선민주주의인민공화국, 콜롬비아, 스웨덴)에 선발 출전했지만 스웨덴과의 조별 예선 경기에서 1득점을 기록하는 데에 그쳤다. 브라질과의 8강전 경기(미국은 연장전까지 2-2 동점을 기록한 뒤 승부차기에서 5-3 승리를 기록함)에서 연장 후반전 추가 시간에 동점골을 기록했으며 프랑스와의 준결승전(미국은 프랑스에 3-1 승리를 기록함)에서 결승골을 기록했다. 일본과의 결승전(미국은 연장전까지 2-2 동점을 기록한 뒤 승부차기에서 1-3 패배를 기록함)에서도 연장 전반전에 득점을 기록했지만 미국은 승부차기에서 일본에 패하고 만다. 그렇지만 그는 대회 실버볼(Silver Ball)과 브론즈붓(Bronze Boot)을 수상하게 된다.
웜백은 2012년 런던 하계 올림픽에서 미국의 올림픽 여자 축구 금메달을 이끌었으며 2012년 FIFA 올해의 여자 선수로 선정되었다. 2013년 6월 20일에 열린 대한민국과의 친선 경기에서 4득점을 기록하면서 미아 햄(158득점)이 보유하고 있던 미국 여자 축구 대표팀 최다 득점 기록을 갱신했다. 2014년 8월 24일 기준으로 222경기에 출전하여 168득점을 기록했는데 이 기록은 남녀 축구 선수를 모두 포함해서 세계에서 가장 많은 국가대표팀 득점 기록이다. 2015년 FIFA 여자 월드컵에서 미국의 세 번째 우승에 공헌하면서 대표팀에서 은퇴하게 된다.

## 사생활
웜백은 2013년 10월 5일에 하와이주에서 자신의 오랜 여자 동료였던 세라 허프먼(Sarah Huffman)과 동성결혼을 했지만 2016년 9월에 출간된 자서전을 통해 이혼했음을 확인했다. 2016년 11월에는 여자 작가인 글레넌 도일 멜턴(Glennon Doyle Melton)과 교제하고 있음을 표명했고 2017년 2월에 약혼 사실을 발표했다. 웜백과 멜턴은 2017년 5월 14일에 결혼했다.

## 같이 보기
- 올림픽 축구 메달리스트 목록